# انتفاضة خميلينتسكي
انتفاضة خميلينتسكي (بالبولندية: Powstanie Chmielnickiego؛ بالأوكرانية:повстання Богдана Хмельницького؛ بالليتوانية: Chmelnickio sukilimas؛ بالروسية: восстание Богдана Хмельницкого) تُعرف أيضًا بحرب القوزاق البولندية، أو انتفاضة شميلنكي، أو مجزرة خميلينتسكي، أو ثورة خميلينتسكي، هي ثورة قوزاقية وقعت في الفترة 1648–1657 في الأجزاء الشرقية من الكومنولث البولندي الليتواني، وأفضت إلى إنشاء دولة هتمانات القوزاق في أوكرانيا. تحالف القوزاق الزاباروجيون بقيادة الهتمان بوهدان خميلينتسكي مع تتار القرم والقرويين الأوكرانيين ضد السيادة البولندية وجيوش الكونمولث البولندي الليتواني. تزامنت تلك الثورة مع جرائم جماعية ارتكبها القوزاق ضد السكان المدنيين، لا سيما رجال الدين الرومان الكاثوليك واليهود.
تحمل تلك الثورة معنىً رمزيًا في تاريخ علاقات أوكرانيا مع بولندا وروسيا، إذ أنها قضت على سيادة الشلختا الكاثوليك (طبقة النبلاء البولنديين) على السكان الأرثوذكس، وأدت في النهاية إلى ضم أوكرانيا الشرقية إلى روسيا القيصرية اعتبارًا من وقت إبرام اتفاقية برياسلاف عام 1654 التي أقسم فيها القوزاق ولاءهم لقيصر روسيا مع احتفاظهم بقدر كبير من الاستقلال الذاتي. أثار هذا الحدث فترة من الاضطراب السياسي والتناحر في دولة الهتمانات تُعرف في تاريخ أوكرانيا بفترة الخراب. أدى نجاح الثورة المعادية للحكم البولندي بالتزامن مع النزاعات الداخلية في بولندا والحروب التي شنتها بولندا ضد روسيا والسويد (الحرب الروسية البولندية 1654–1667، وحرب الشمال الثانية على الترتيب) إلى إنهاء العصر البولندي الذهبي واضمحلال النفوذ البولندي في فترة من التاريخ البولندي تُعرف بالطوفان.
برزت تلك الثورة في التاريخ اليهودي بسبب الاعتداءات المصاحبة لها على اليهود الذين اعتبرهم القرويون طغاة ظالمين لنيلهم امتيازات استئجار الأراضي الزراعية والعقارات وجباية الضرائب. ومع ذلك يرى المؤرخ الإسرائيلي صموئيل إتينجر أن الروايات الأوكرانية والبولندية لتلك المجازر تبالغ في وصف تأثير مكانة اليهود الاجتماعية، وتقلل من شأن الدوافع الدينية وراء أعمال العنف القوزاقية تجاه اليهود.

## البداية
في 25 يناير 1648، أحضر بودان بوهدان خميلينتسكي كتيبة من القوزاق قوامها 400–500 رجل إلى مدينة زاباروجيا وقتل حراسها المُكلفون بحماية مدخل المدينة من قبل الكومنولث البولندي، وسرعان ما حرض السكان الروثانيين المُستضعفين على الثورة بفضل براعته في الخطابة وحل الخلافات. انضم المزيد من الرجال إلى جيشه في ذات الوقت الذي حاولت فيه جيوش الكومنولث استرداد زاباروجيا. خلع المجلس القوزاقي العسكري لقب هيتمان على خميلينتسكي في نهاية الشهر. كرس خميلينتسكي معظم موارده لتجنيد المزيد من المحاربين. أرسل خميلينتسكي عدة مبعوثين إلى القرم لحث التاتار على الانضمام له في حربه ضد عدوهم المشترك: الكومنولث البولندي الليتواني.
بحلول أبريل عام 1648 انتشر نبأ الثورة في جميع أرجاء الكومنولث. أرسل الهيتمان ميكواي بوتوسكي والهيتمان مارشن كالينوفسكي 3,000 جندي بقيادة ستيفان بوتوسكي (ابن ميكواي بوتوسكي) لمهاجمة خميلينتسكي دون انتظار وصول قوات الأمير يريمي فيشنيوفيسكي (إما لأنهما استهانا بعدد رجال خميلينتسكي أو أنهما أرادا التحرك ضده بسرعة قبل انتشار الثورة على نطاق أوسع). حشد خميلينتسكي جيشه وواجه العدو في معركة جوفتي فودي التي شهدت عددًا كبيرًا من الانشقاقات على ساحة المعركة من جانب القوزاقيين الذين عدلوا عن ولاءهم للكومنولث وأبدوا ولاءهم لخميلينتسكي. تبع انتصار خميلينتسكي انسحاب جيوش الكومنولث، وهُزموا هزيمة نكراء في معركة كورسون، وعلى إثرها أُسر بوتوسكي الكبير وكالينوفكسي من قبل التاتار.
إلى جانب خسارة جزء كبير من الجنود وقيادات الجيش، فقدت الدولة البولندية الملك فواديسواف الرابع فاسا الذي تُوفي في عام 1648 تاركًا مملكة بولندا دون حاكم وبلا نظام في خضم ثورة مشتعلة. فر الشلختا البولنديين هربًا من غضب القرويين تاركين قصورهم وأراضيهم تحترق وراءهم. واصل خميلينتسكي زحفه بجيشه غربًا طيلة ذاك الوقت.
أوقف خميلينتسكي جيشه في بيلا تسيركفا وأرسل قائمة بمطالبه للعرش البولندي التي شملت زيادة عدد القوزاق المُسجلين في الجيش البولندي، وإعادة الكنائس التي استولت عليها بولندا إلى الأرثوذكس، ودفع أجور القوزاق التي امتنع الكومنولث عن دفعها لهم لمدة خمس سنوات.
أصابت أنباء ثورة القرويين بعض النبلاء، مثل خميلينتسكي، بالقلق. ولكن بعد مشاورة القوزاق بشأن المعلومات التي ترامت في أنحاء البلاد، أدرك خميلينتسكي فرصة استقلال دولة القوزاق. رغم أن امتعاض خميلينتسكي من الشلختا والأثرياء كان عاملًا في تحوله من رجل نبيل إلى ثائر، إلا أن طموحه لحكم الدولة الروثانية بنفسه كان العامل الرئيسي في تحول تلك الانتفاضة من مجرد ثورة بسيطة إلى حركة قومية. اجتمعت جيوش خميلينتسكي مع حشود القرويين الغاضبة في معركة بيليافا التي وجهت ضربة مفجعة أخرى إلى الجيوش البولندية الواهنة والمُستنزفة.
وازدهرت الجماعة اليهودية بسبب ارتباطها بالنبلاء الذين كانوا يجدون فيها أداة طيعة لا تمثل أية خطورة عليهم بسبب عزلتها عن السكان ولأنها ليست لها مطالب سياسية على عكس الوسطاء المحليين. ويقال إن بولندا، في هذه المرحلة، كانت السماء بالنسبة لليهود والجنة بالنسبة للنبلاء، ولكنها كانت تمثل جهنم بالنسبة للأقنان، ويمكن أن نضيف وللتجار البولنديين.
ويمكن أن نرى هنا الجذور الحقيقية للمسألة اليهودية إذ أن تحول اليهود إلى أداة استغلال، أو إلى جماعة وظيفية وسيطة، يعني أنهم كانوا يقفون ضد أغلبية طبقات المجتمع لا يرتبط مصيرهم بمصيره، وخصوصا أن الطبقة التي ارتبطوا بها لم تكن طبقة وطنية بل طبقة مرتبطة بالنفوذ الأجنبي. ولذا، فحينما ظهرت طبقة بورجوازية وطنية في بولندا، لم يكن بإمكان اليهود أن ينخرطوا في سلكها فظلوا خارجها. كما ارتبطوا بطبقة كانت عمليا مسئولة عن ضعف بولندا وتحولها من دولة عظمى إلى دويلة صغيرة ثم عن اختفائها نهائيامع بداية القرن التاسع عشر. واختفت طبقة النبلاء مع تقسيم بولندا وتحول كثير من النبلاء إلى مهنيين.
ونحن نرى أن علاقة كبار النبلاء باليهود كجماعة وظيفية وسيطة وعميلة، تستخدم أداة لامتصاص خيرات البلد وفائض القيمة من جماهيره داخل إطار الإقطاع الاستيطاني والأطر الأخرى، تشبه علاقة الولايات المتحدة بالمستوطنين داخل إطار الاستعمار الاستيطاني الإحتلالي.
طبقًا لبعض الروايات، اقتنع خميلينتسكي بعدم محاصرة لفيف في مقابل 200,000 عملة ذهبية حمراء، ولكن ميخائيل هروشيفسكي قال إن خميلينتكسي حاصر تلك المدينة بالفعل لمدة أسبوعين. وبعد حصوله على الفدية، انتقل بجيشه لمحاصرة مدينة زاموشتش حيث ترامى إليه نبأ انتخاب الملك البولندي الجديد يان الثاني كازيمير الذي كان يحبذه خميلينتسكي. طبقًا لهروشيفسكي، أرسل يان الثاني خطابًا لخميلينتسكي يخبره فيه بانتخابه ملكًا على بولندا، ووعده بمنح الامتيازات للقوزاق والأرثوذكس، وطلب منه أن يوقف حملته وأن ينتظر الوفد الملكي. رد خميلينتسكي عليه معلنًا امتثاله لطلبات الملك، وعاد أدراجه. دخل خميلينتسكي منتصرًا إلى مدينة كييف في يوم الميلاد المجيد عام 1648، وهلل له الناس صائحين: «يا موسى، أيها المنقذ، أيها المخلص، يا محرر الناس من الأسر البولندي... يا حاكم روس المبجل».
في فبراير 1649، خلال المفاوضات التي تزعمها النائب آدم كيسيل في بيرياسلاف، أعلن خميلينتسكي أنه «الحاكم المطلق الوحيد لروس» وأن لديه «نفوذ كبير في أوكرانيا، وبودوليا وفولينيا» وأن أرضه وإمارته «تمتد إلى لفيف وتشيلم وهاليتش». أدرك المبعوثون البولنديون حينها أن خميلينتسكي لم يعد قائدًا للقوزاق الزاباروجيين فحسب، بل صار قائدًا لدولة مستقلة جديدة يحكمها القوزاق.
ألقي أحدهم خطابًا في فيلنيوس (1650–1651) يمدح فيه خميلينتسكي قائلًا: «الملك يان الثاني كازيمير في بولندا، والهيتمان بودهان خميلينتسكي في روس».
حصد خميلينتسكي عدة امتيازات للقوزاق بموجب معاهدة زبوريف عقب انتصاره في معركتي زباراج وزبوريف. ولكن جيوشه تلقت هزيمة نكراء عندما استأنف الطرفان القتال عام 1651 في معركة بيريستيتشكو؛ ثاني أكبر معركة برية في القرن السابع عشر، وتخلى عنهم حلفائهم السابقين، تاتار القرم. اضطرت جيوش خميلينتسكي في بيلا تسيرفكا إلى الموافقة على شروط معاهدة بيلا تسيرفكا. وبعدها بعام واحد، أخذ القوزاق بثأرهم في معركة تل باتيه، حيث أمر خميلينتسكي في عام 1652 بقتل الأسرى البولنديين في واقعة تُعرف بمذبحة باتيه.
لم يعد القوزاق قادرين على إنشاء دولة مستقلة نظرًا للهزيمة المفجعة التي حاقت بهم في بيريستيتشكو. لم يعد أمام خميلينتسكي خيار سوى أن يرضخ للنفوذ البولندي الليتواني، أو أن يتحالف مع سكان موسكو.

## دور التاتار
شارك تاتار خانية القرم (التي كانت حينها تابعة للإمبراطورية العثمانية) في تلك الانتفاضة باعتبارها فرصة للإمساك بالأسرى وبيعهم في أسواق النخاسة. أدت إغارات التاتار على العبيد إلى تدفق أسرى الحرب إلى أسواق النخاسة في دولة القرم. جمع اليهود قدرًا كبيرًا من المال سعيًا إلى تحرير أقاربهم المُستعبدين.